# Биоискусственная печень
Биоискусственная печень — состоит как из клеточного, так и неклеточного компонентов. Клеточные инертные материалы поддерживают жизнеспособные клеточные компоненты, используемые для высева тканей, включения внеклеточного матрикса и каркаса, способа газообмена и подачи питательных веществ, необходимых для клеток. Биоискусственная печень создаётся для имитации функций, специфичных для печени, чтобы обеспечить систему для выращивания специфичных патогенов, таких как вирусы.
Текущая сложность реализации включают в себя получение клеток печени человека и определение методов для лучшего переноса питательных веществ, поддерживающих клеточную среду биореактора. Развитие этих концепций позволит дифференцированным тканям выживать и стабильно функционировать в течение нескольких недель. Это выживание открывает расширенные возможности для научных, клинических и промышленных исследований биологии печени, а также поддержанию функции печени больного.
HepaLife разрабатывает биоискусственное устройство для печени, предназначенное для лечения печеночной недостаточности с использованием стволовых клеток. Искусственная печень предназначена для того, чтобы служить вспомогательным средством, позволяющим печени восстанавливаться или на время ожидания донорской печени. Это стало возможным только благодаря тому факту, что он использует настоящие клетки печени (гепатоциты), и тогда он не является постоянным заменителем.
Исследователи из Японии обнаружили, что смесь клеток-предшественников печени человека (отличающихся от индуцированных человеком плюрипотентных стволовых клеток) и двух других типов клеток может самопроизвольно образовывать трёхмерные структуры, называемые «печёночные почки».